# 岡本幸太
岡本幸大（岡本幸太）（おかもと こうた、1987年12月4日 - ）は、広島県出身のシンガーソングライター。血液型A型。

## 人物・来歴
- 2013年11月3日、渋谷duo MUSIC EXCHANGE開催の『duoに行くだけの簡単な日曜日です（仮）』のコーナー「未経験者歓迎～この手を離さない〜」でパートナー探しをしていたRioと「rain stops, good-bye」をデュエット。[3]
- 2015年4月25日のニコニコ超会議2015で就任した、2015年度の初代DAM★ともマスコットを咲坂柚衣と行った。[4][5]
- 2015年7月結成（2016年9月から活動休止中）のロックバンド「Warmth」ボーカルの傍ら、数多くのカラオケ大会に出場する。[5][6]
- 2016年6月19日、第28回東京都大衆音楽祭東京都知事賞受賞。
- 2016年10月16日、第32回日本大衆音楽祭内閣総理大臣賞受賞。[7]
- 2016年12月2日、かつしかシンフォニーヒルズモーツァルトホールで行われた「全日本こころの歌謡選手権」決勝大会に出場し、こころ歌大使に任命された。[8]
- 2018年1月10日、『映画 妖怪ウォッチ シャドウサイド 鬼王の復活』のエンディングテーマ『雪の日の再会』（配信シングル）でavex FRAMEからメジャーデビュー。[9][6]
- 2018年4月より、レベルファイブ原作のテレビアニメ『イナズマイレブン アレスの天秤』『イナズマイレブン オリオンの刻印』『妖怪ウォッチ シャドウサイド』にてそれぞれ、ボーカルユニットpugcat's、HardBirds名義で主題歌を担当。

## 作品

### シングル
- 雪の日の再会（2018年1月10日）[9][6]配信シングル。

### 参加作品
pugcat's（パグキャッツ）
トン・ニーノとのボーカルユニット。
シングル
- てっぺんへダッシュ！（2018年）
テレビ東京系アニメ『イナズマイレブン アレスの天秤』オープニングテーマ
カップリング曲「燃えてきたぜ！」Web配信番組『イナズマウォーカー』エンディングテーマ

- 舞台はデッカイほうがいい！（2018年）
テレビ東京系アニメ『イナズマイレブン オリオンの刻印』前期オープニングテーマ
- 地球をキック！（2019年）
テレビ東京系アニメ『イナズマイレブン オリオンの刻印』後期オープニングテーマ

アルバム
- イナズマ爆OPソングス（2018年）

HardBirds（ハードバーズ）
三嶋楓とのボーカルユニット。
- 時を待とう（2018年）
テレビ東京系アニメ『妖怪ウォッチ シャドウサイド』前期オープニングテーマ
- 進め少年! ヒューイヒュー（2018年）
テレビ東京系アニメ『妖怪ウォッチ シャドウサイド』後期オープニングテーマ
- ゲラゲラポーのうた（2019年）
Nintendo Switch用ソフト『妖怪ウォッチ4 ぼくらは同じ空を見上げている』オープニングテーマ

### タイアップ曲
| 起用年 | 曲名         | タイアップ先                                                      |
| ------ | ------------ | ----------------------------------------------------------------- |
| 2017年 | 雪の日の再会 | 『映画 妖怪ウォッチ シャドウサイド 鬼王の復活』エンディングテーマ |

## 出演

### テレビ番組
- THEカラオケ★バトル（テレビ東京、2016年1月13日[10]・2017年2月8日[11]）

### テレビアニメ
- 妖怪ウォッチ シャドウサイド（テレビ東京、2018年12月21日） - ジュンイチ 役

### ミュージックビデオ
- おかゆ「愛してよ」（ビクターエンタテインメント、2020年5月27日発売） - 男 役